# Денис Шаповалов
Денис Викторович Шаповалов (на английски: Denis Viktorovich Shapovalov) е канадски тенисист. 

## Биография
Денис Шаповалов е роден на 15 април 1999 г. в Тел Авив, Израел. Майка му Теса Шаповалова е тенисистка и играе за съветския национален отбор по тенис. Тя се премества от Съветския съюз в Тел Авив с баща му Виктор Шаповалов, когато Съветският съюз се разпада. Тя става треньор по тенис в Израел. Майка му е еврейка, а баща му е православен християнин. Шаповалов има сестра и по-голям брат на име Евгений, който също е роден в Израел.
Семейството се мести от Израел в Канада преди първия рожден ден на Денис. След това той живее във Вон, Онтарио. Денис започва да играе тенис на 5 години и бързо се увлича по играта. Майка му напуска работата си и отваря собствена тенис академия във Вон, наречена ТесаТенис, където Денис има домашна база за тренировки.

## Кариера
Денис Шаповалов е класиран като номер 10 в света на сингъл от Асоциацията на професионалистите по тенис (ATP), което за първи път постигн през септември 2020 г. Той е третият най-високо класиран канадски играч в историята след Феликс Оже-Алиасим (световен номер 6 през 2022 г.) и Милош Раонич (световен номер 3 през 2016 г.). Той печели една титла на сингъл от ATP Тур и прави най-доброто си представяне в Големия шлем на Уимбълдън през 2021 г., където достига до полуфиналите. Шаповалов има най-високо в кариерата си класиране на двойки, като номер 44 в света, което достига през февруари 2020 г.

## Кариерна статистика

### ATP финали (4 титли; 9 финала)
|        | П–З | Година | Турнир          | Клас         | Настилка   | Опонент              | Резултат      |
| ------ | --- | ------ | --------------- | ------------ | ---------- | -------------------- | ------------- |
| Победа | 1–0 | 2019   | Стокхолм Оупън  | 250 серии    | Твърда (з) | Филип Крайнович      | 6–4, 6–4      |
| Загуба | 1–1 | 2019   | Париж Мастърс   | Мастърс 1000 | Твърда (з) | Новак Джокович       | 3–6, 4–6      |
| Загуба | 1–2 | 2019   | Женева Оупън    | 250 серии    | Клей       | Каспер Рууд          | 6–7(6–8), 4–6 |
| Загуба | 1–3 | 2021   | Стокхолм Оупън  | 250 серии    | Твърда (з) | Томи Пол             | 4–6, 6–2, 4–6 |
| Загуба | 1–4 | 2022   | Корея Оупън     | 250 серии    | Твърда     | Йошихито Нишиока     | 4–6, 6–7(5–7) |
| Загуба | 1–5 | 2022   | Виена Оупън     | 500 серии    | Твърда (з) | Даниил Медведев      | 6–4, 3–6, 2–6 |
| Победа | 2–5 | 2024   | Белград Оупън   | 250 серии    | Твърда (з) | Хамад Медиедович     | 6–4, 6–4      |
| Победа | 3–5 | 2025   | Далас Оупън     | 500 серии    | Твърда (з) | Каспер Рууд          | 7–6(7–5), 6–3 |
| Победа | 4–5 | 2025   | Лос Кабос Оупън | 250 серии    | Твърда     | Александър Ковачевич | 6–4, 6–2      |